# جان فیچ
جان فیچ (انگلیسی: Jon Fitch؛ زادهٔ ۲۴ فوریهٔ ۱۹۷۸) ورزشکار هنرهای رزمی ترکیبی اهل ایالات متحده آمریکا است. وی بین سال‌های ۲۰۰۲ تا ۲۰۲۰ میلادی فعالیت می‌کرد.